# Paul Tessier (SOE)
Pour les articles homonymes, voir Paul Tessier (homonymie) et Tessier.
Paul Tessier, né le 15 octobre 1916 à Londres (Royaume-Uni) et mort le 27 août 1944 à Clichy-sous-Bois (Seine), fut un agent du Special Operations Executive pendant la Seconde Guerre mondiale.

## Identités
- État civil : Paul Raymond Elie Tessier
- Comme agent du SOE :
  - Nom de guerre (field name) : « Théodore » (réseau MUSICIAN) puis « Christophe » (réseau SPIRITUALIST)
  - Nom de code opérationnel : COMEDIAN (en français COMÉDIEN)

Situation militaire :
1. Reconnaissance Corps, R.A.C.
2. SOE, section F ; grade : captain ; matricule : 262994.

## Éléments biographiques
Paul Tessier naît le 15 octobre 1916, à Londres.
Il réside à Londres.
Première mission
Définition de la mission : Paul Tessier est membre du raid DRESSMAKER contre les tanneries de Graulhet et de Mazamet (Tarn), qui sont signalées comme travaillant pour les Allemands.
L'équipe est constituée : les quatre membres sont George Larcher, Paul Tessier, Albert Eskenazi et William Cunningham. Dans la nuit du 17 au 18 août 1943, ils sont parachutés à l'aveugle au nord d'Escoussens. Ils constatent que les tanneries sont désaffectées. Plusieurs tombent malades après avoir bu de l'eau impropre. Ils décident d'aller à Lyon pour récupérer (22 août). Ils vont dans une maison sûre que George Larcher connaît pour l'avoir déjà utilisée lors de sa première mission. Ils décident finalement de rentrer à Londres, via l'Espagne. Ils arrivent à Londres en septembre. 
Deuxième mission
Définition de la mission : membre du réseau MUSICIAN, comme assistant de Gustave Biéler « Guy », le chef du réseau. Nom de guerre « Théodore ». Il vient aider à démolir les écluses du canal de Saint-Quentin.
Il est parachuté le 10 janvier 1944 dans la région de Laon. Il est arrêté au bout d’une semaine, le 17 janvier. La Gestapo le maltraite, et lui casse la main pendant les interrogatoires. Le 16 juin, il s’évade du siège de la Gestapo, place des États-Unis, en perçant un mur avec une barre de fer dérobée et en faisant une corde avec ses draps.
Troisième mission
Il se réfugie chez Bertie Cane, une Anglaise demeurant à Lagny-sur-Marne. Il se met au service du réseau SPIRITUALIST de René Dumont-Guillemet « Armand ». Nom de guerre « Christophe ». Travaillant pour ce groupe, il trouve trois terrains pour des parachutages ; il organise douze parachutages et aide à l'armement de nombreux résistants. Il participe aux attaques  de la ligne de chemins-de-fer Paris-Strasbourg et des câbles Paris-Metz et Paris-Strasbourg en plusieurs endroits. Lors de la libération de Paris, il participe aux combats. Le matin du 27 août, accompagné de trois hommes (Delabouloir, Auneau et Moreau), il veut se rendre à Paris pour récupérer d'autres armes. À Clichy-sous-Bois, il est arrêté par une patrouille allemande, et il est tué par un tir de mitraillette, devant le 229, allée de Montfermeil. Après le départ des Allemands, il est inhumé à Lagny-sur-Marne, le 29 août.

## Reconnaissance

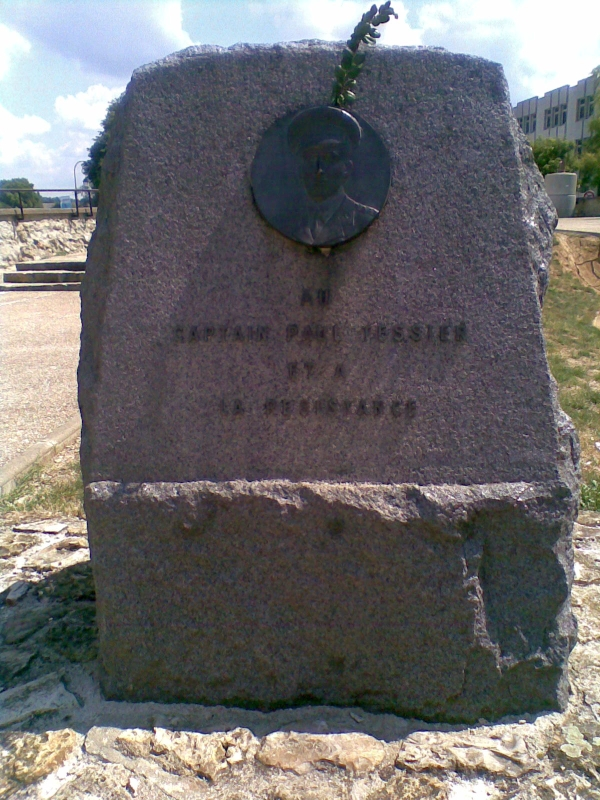
Monument place Paul Tessier à Lagny-sur-Marne

### Distinctions
- Royaume-Uni : Mentioned in Despatches.

### Monuments
- En tant que l'un des 104 agents du SOE section F morts pour la France, Paul Tessier est honoré au mémorial de Valençay (Indre).
- Une plaque rappelle son souvenir à Clichy-sous-Bois. Elle a été placée par les anciens FFI du bataillon de Lagny-sur-Marne.
- Tombe : cimetière communal de Lagny-sur-Marne (Seine-et-Marne, France), près de l’angle nord-est (seule tombe britannique)[4].
- Stèle érigée place Paul Tessier, Lagny-sur-Marne ; voir photo ci-contre.

### Voie
Une place de Lagny-sur-Marne porte son nom.

### Sources et liens externes

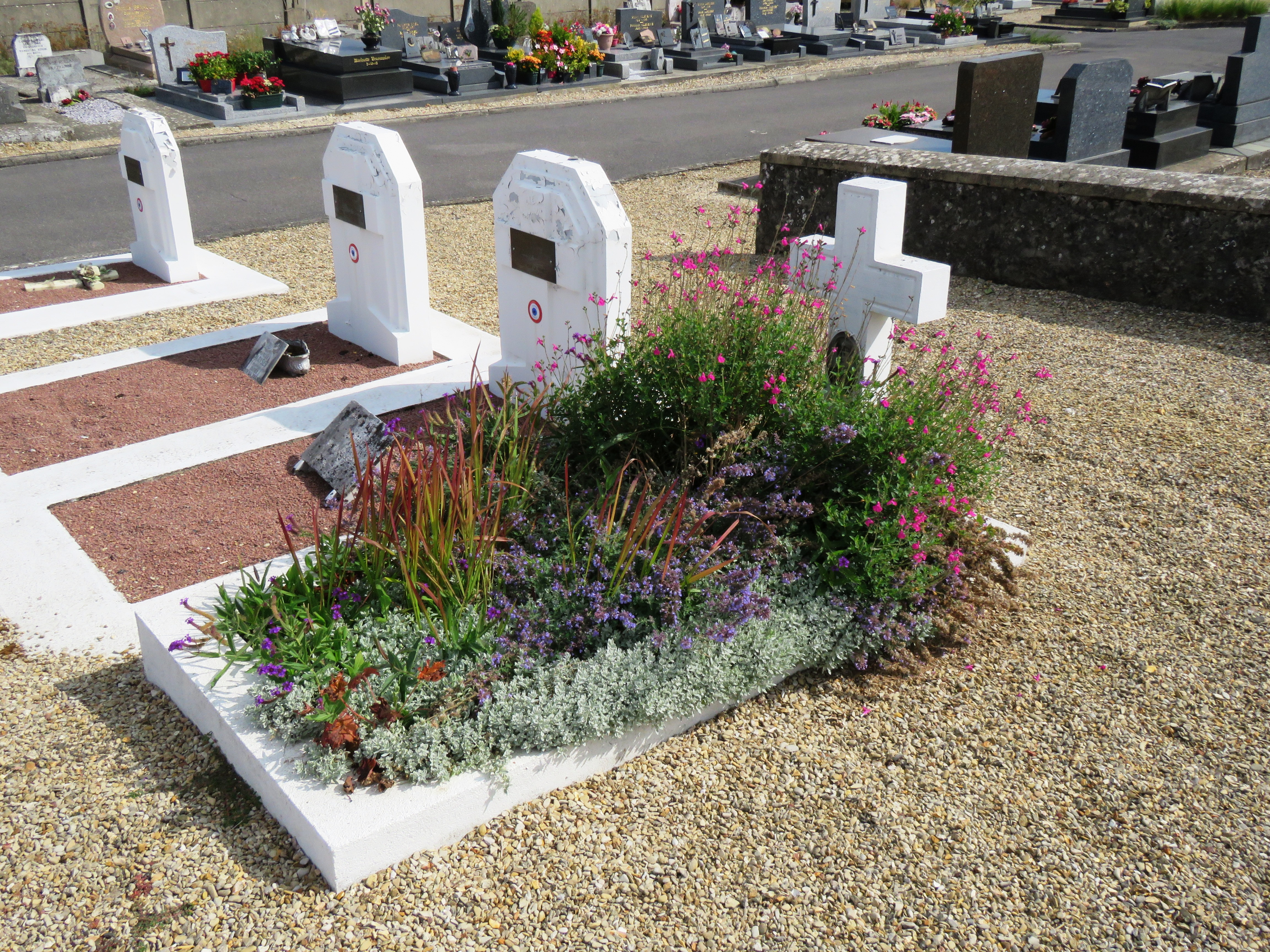
Tombe de Paul Tessier à Lagny.